# Черазо
Черазо (італ. Ceraso, сиц. Cirasu) — муніципалітет в Італії, у регіоні Кампанія, провінція Салерно.
Черазо розташоване на відстані близько 300 км на південний схід від Рима, 110 км на південний схід від Неаполя, 70 км на південний схід від Салерно.
Населення — 2437 осіб (2014).
Щорічний фестиваль відбувається 6 грудня. Покровитель — святий Миколай.

## Демографія
Населення за роками:

Станом на 1 січня 2023 року в муніципалітеті офіційно проживали 73 іноземці з 12 країн, серед них 44 громадяни країн Євросоюзу та 4 громадяни України.

## Сусідні муніципалітети
- Ашеа
- Кастельнуово-Чиленто
- Куккаро-Ветере
- Футані
- Нові-Велія
- Сан-Мауро-ла-Брука
- Валло-делла-Луканія